# QUIZMASTER
『QUIZMASTER』（クイズマスター）は日本のロックバンド・NICO Touches the Wallsの7枚目のアルバム。2019年6月5日に発売。発売元はソニー・ミュージックレーベルズ、レーベルはキューンミュージック。

## 概要
前作『勇気も愛もないなんて』から約3年3ヶ月ぶりとなるフルアルバム。
収録楽曲はすべて書き下ろしの楽曲となっており、前作以降に発表されたシングル「ストラト」、「マシ・マシ」や『OYSTER -EP-』、『TWISTER -EP-』の楽曲は本作に収録されていない。
本作を最後にバンドの活動は終了となった。
Billboard Japanの2019年6月17日付「Top Albums Sales」によると、5,133枚を売り上げ10位にランクインした。

## 構成・制作
2017年にリリースされた『OYSTER -EP-』や2018年にリリースされた『TWISTER -EP-』に引き続き、本作は2枚組で構成され、全10曲が初出となるオリジナル音源を収めたディスクと、そのアコースティックバージョンとなる“ACO Touches the Walls盤”によって構成されている。なお、本作発売から1週間後である6月12日に、3作品のアコースティックバージョン20曲を収録した『Howdy!! We are ACO Touches the Walls ～STAR SERIES～』が配信リリースされた。
完全生産限定盤はCDに加えグッズとしてバンダナが5種よりランダムで同梱されたボックス仕様、初回生産限定盤はCDに加えアコースティックライブの模様を収めたBlu-ray Discが付属したデジパック仕様となっている。
2019年6月1日に放送されたJ-WAVE「SAPPORO BEER OTOAJITO」に光村がゲスト出演した際、アルバムの制作背景が語られ、光村曰く「次のスタンダードになったらいいなと思うロックバンドのあり方を追求し、問いかけている」楽曲が収められている。アコースティック盤については「曲を作っているうちに多くのアレンジが思い浮かぶように、様々な音楽の楽しみ方を味わってほしい」と述べている。

## 収録内容
| 全作曲: 光村龍哉。 |                               |                      |            |                                   |      |
| #                  | タイトル                      | 作詞                 | 作曲・編曲 | 編曲                              | 時間 |
| 1.                 | 「18?」                       | 光村龍哉、対馬祥太郎 | 光村龍哉   | NICO Touches the Walls            | 4:15 |
| 2.                 | 「KAIZOKU?」                  | 光村龍哉             | 光村龍哉   | NICO Touches the Walls & 浅野尚志 | 4:50 |
| 3.                 | 「マカロニッ?」               | 光村龍哉、対馬祥太郎 | 光村龍哉   | NICO Touches the Walls & 浅野尚志 | 3:44 |
| 4.                 | 「ulala?」                    | 光村龍哉             | 光村龍哉   | NICO Touches the Walls & 浅野尚志 | 3:09 |
| 5.                 | 「サラダノンオイリーガール?」 | 対馬祥太郎           | 光村龍哉   | NICO Touches the Walls            | 3:57 |
| 6.                 | 「MIDNIGHT BLACK HOLE?」      | 光村龍哉、対馬祥太郎 | 光村龍哉   | NICO Touches the Walls & 浅野尚志 | 2:54 |
| 7.                 | 「3分ルール?」                | 光村龍哉             | 光村龍哉   | NICO Touches the Walls            | 3:57 |
| 8.                 | 「別腹?」                     | 光村龍哉             | 光村龍哉   | NICO Touches the Walls            | 3:37 |
| 9.                 | 「2nd SOUL?」                 | 光村龍哉             | 光村龍哉   | NICO Touches the Walls & 浅野尚志 | 5:33 |
| 10.                | 「bless you?」                | 光村龍哉             | 光村龍哉   | NICO Touches the Walls            | 5:01 |
| 合計時間:          | 合計時間:                     | 合計時間:            | 合計時間:  | 40:57                             |      |

ボーナスディスク
| #         | タイトル                                     | 作詞  | 作曲・編曲 | 時間 |
| --------- | -------------------------------------------- | ----- | ---------- | ---- |
| 1.        | 「18?」(Acoustic ver.)                       |       |            | 3:54 |
| 2.        | 「KAIZOKU?」(Acoustic ver.)                  |       |            | 3:37 |
| 3.        | 「マカロニッ?」(Acoustic ver.)               |       |            | 3:01 |
| 4.        | 「ulala?」(Acoustic ver.)                    |       |            | 3:11 |
| 5.        | 「サラダノンオイリーガール?」(Acoustic ver.) |       |            | 3:32 |
| 6.        | 「MIDNIGHT BLACK HOLE?」(Acoustic ver.)      |       |            | 2:57 |
| 7.        | 「3分ルール?」(Acoustic ver.)                |       |            | 1:39 |
| 8.        | 「別腹?」(Acoustic ver.)                     |       |            | 3:33 |
| 9.        | 「2nd SOUL?」(Acoustic ver.)                 |       |            | 3:41 |
| 10.       | 「bless you?」(Acoustic ver.)                |       |            | 3:01 |
| 合計時間: | 合計時間:                                    | 32:06 |            |      |

### 初回生産限定盤
初回生産限定盤にはBlu-ray Discが付属する。
NICO Touches the Walls TOUR”MACHIGAISAGASHI’19” 2019.4.18 Live at FUKUOKA
1. Funny Side Up!（Acoustic Live）
2. SHOW（Acoustic Live）
3. mujina（Acoustic Live）
4. VIBRIO VULNIFICUS（Acoustic Live）
5. KAIZOKU?（Acoustic Live）
6. マカロニッ?（Acoustic Live）
7. サラダノンオイリーガール?（Acoustic Live）
8. 18?（Acoustic Live）
9. 来世で逢いましょう（Acoustic Live）

＋????

### 楽曲について
- 18?
  - 5月29日に先行配信[6]。
  - 2019年5月17日に放送されたJ-WAVE「JK RADIO TOKYO UNITED」にて初オンエアされた。[7]
  - ミュージック・ビデオが存在する。監督は「マシ・マシ」、「Funny Side Up!」、「VIBRIO VULNIFICUS」などを手がけた松田広輝[8]。